# Juba II

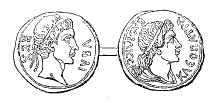
Munt uit Mauretania met op de voorzijde Juba en op de keerzijde Cleopatra Selena.

Juba II (Iuba in het Latijn; Ιόβας (Ιόβα) of Ιουβας in het Grieks, Yuba in Lybico-Berberse inscripties) (52 v.Chr. – 23 na Chr.) was een Berber-koning van Numidië en later van Mauretania. Hij was gehuwd met Cleopatra Selene, de dochter van Marcus Antonius en Cleopatra. Gezamenlijk regeerden ze over Numidië in Noord-Afrika voordat de politieke situatie te onstabiel werd en zij hun residentie naar Mauretania verhuisden.

## Koning van Numidië en Mauretania
Juba was een zoon van Juba I van Numidië (85 v.Chr. - 46 v.Chr.) die in 60 v.Chr. was verslagen door de Romeinen. Deze maakten van Numidië een Romeinse provincie. Juba II was opgegroeid in Rome.
In 25 v.Chr. plaatste keizer Augustus hem op de troon van Mauretania, die na de dood van Bocchus II in 33 v.Chr. onbezet was, en voegde ook Numidië aan Mauretania toe. Augustus hoopte dat Juba en zijn echtgenote (die eveneens in Rome was opgegroeid) met Rome zouden samenwerken. Juba was te veel Romein naar de zin van de Numidiërs. Uiteindelijk moest hij aftreden en Numidië verlaten, dat opnieuw een Romeinse provincie werd. Mauretania bleef wel onder Juba's heerschappij en daar bouwde Juba ook zijn nieuwe hoofdstad Caesarea.
Nadat Cleopatra Selene in 5 na Chr. was overleden, trouwde Juba met Glaphyra, dochter van koning Archelaus van Cappadocië en weduwe van een Alexander, een zoon van Herodes de Grote. Hierna volgde klaarblijkelijk al spoedig een echtscheiding, aangezien zij in 6 na Chr. huwde met Herodes Archelaüs, een andere zoon van Herodes.
Juba II had twee kinderen met Cleopatra Selene: Ptolemaeus van Mauretania (ca. 5 v.Chr. - 40 n.Chr.) en Drusilla van Mauretania (5 n.Chr. - ?). Zij hadden ook een dochter die Cleopatra van Mauretanië heette. Een van de vermoedelijk verre verwanten van Juba II en Cleopatra Selene was Xenobia van Palmyra.

## Mauretania na Juba

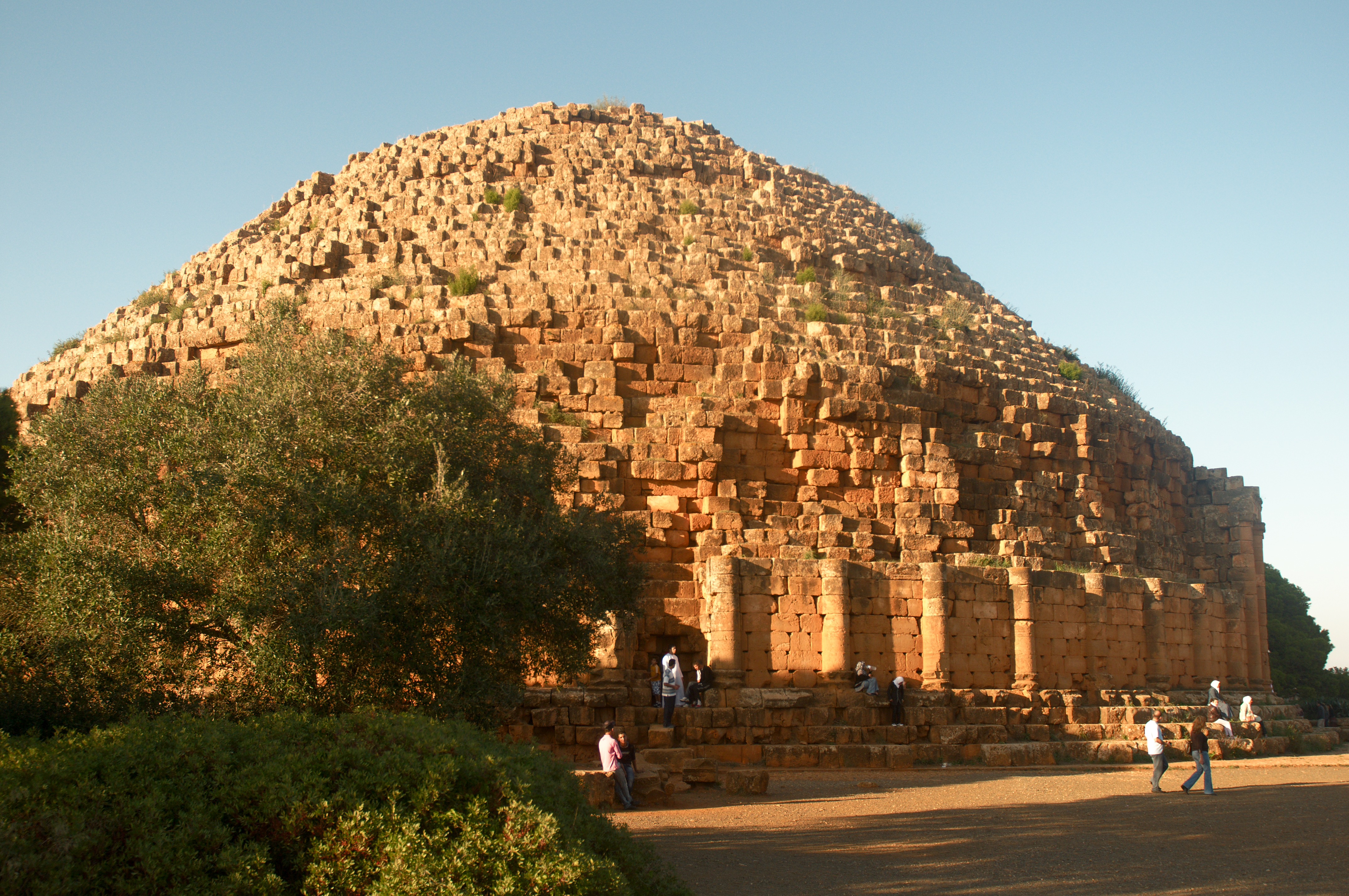
De laatste rustplaats van Juba II en zijn vrouw in Tipaza, Algerije

Na de dood van Juba in 23 na Chr. besteeg zijn zoon Ptolemaeus van Mauretania de troon. De Romeinse keizer Caligula liet zijn achterneef in 40 na Chr. executeren. De dood van de zoon van Juba luidde het einde in van de semi-onafhankelijkheid van de Noord-Afrikaanse gewesten. De Romeinen moesten nog wel vier jaar oorlog voeren om het gebied werkelijk te onderwerpen.

## Juba als schrijver
Juba schreef een aantal boeken over geschiedenis, natuurlijke historie, geografie, grammatica, kunst en theater. Zijn reisgids over Arabië werd een bestseller in Rome. Hij organiseerde expedities naar Madeira en de Canarische Eilanden. Hij was het die de Canarische Eilanden haar naam heeft gegeven, een verwijzing naar de woeste honden die hij daar aantrof. Plinius de Oudere schreef dat Juba er veel planten ontdekte. Een van Juba's ontdekkingen tijdens zijn expedities was een medicinale plant Euphorbia regis jubae die naar hem is genoemd.
In zijn belangrijkste werk, Natuurlijke Geschiedenis, verwijst Plinius de Oudere welgeteld 65 keer naar Juba II en zijn werken. Juba's Omoiotetes, waarin hij de Griekse oorsprong van het Latijn wilde aantonen, bestond uit vijftien boeken. Juba II was een van de belangrijkste intellectuelen van zijn tijd in verschillende domeinen en als erkenning daarvan richtten de oude Grieken in Athene een monument op ter ere van hem en zijn intellectuele bijdrages. Ook schreef Juba II een fictief boek over de Nijdige Leeuw. Het verhaal van de Nijdige Leeuw wordt tot op de dag van vandaag verteld door de grootmoeders in Berberse dorpen.